# Na psa urok (film 1959)
Na psa urok – amerykański film komediowy z 1959 roku na podstawie powieści The Hound of Florence Felixa Saltena.
Film miał premierę 19 marca 1959 roku i zarobił ponad 9 milionów dolarów podczas pierwszego wydania, co czyni go drugim najbardziej dochodowym filmem 1959 roku. Disney wyprodukował kontynuację w 1976 roku, zatytułowaną The Shaggy D.A., z udziałem Deana Jonesa, Tima Conwaya i Suzanne Pleshette. Po nim nastąpił sequel telewizyjny z 1987 roku, remake telewizyjny z 1994 roku i kinowy remake z 2006 roku.
Polska premiera odbyła się w maju 1961 roku z krótkometrażowym dodatkiem dokumentalnym Obrazki z Islandii.

## Fabuła
Film opowiada o nastoletnim chłopaku o imieniu Wilby Daniels, który dzięki mocy zaczarowanego pierścienia Borgiów zamienia się w kudłatego owczarka staroangielskiego.

## Obsada
- Tommy Kirk – Wilby Daniels
- Fred MacMurray – Wilson Daniels
- Jean Hagen – Freeda Daniels
- Annette Funicello – Allison D’Allessio
- Tim Considine – Buzz Miller
- Kevin Corcoran – Montgomery „Moochie” Daniels
- Cecil Kellaway – profesor Plumcutt
- Alexander Scourby – dr Mikhail Andrassy
- Roberta Shore – Francesca Andrassy
- James Westerfield – oficer Hanson
- Strother Martin(inne języki) – Thurm
- Forrest Lewis – oficer Kelly
- Ned Wever – agent E.P. Hackett
- Gordon Jones – kapitan policji Scanlon
- Jacques Aubuchon – Stefano
- Paul Frees – dr J.W. Galvin
- Sam – Chiffon

## Wersja polska
Wersja polska: Studio Opracowań Filmów – Oddział w Łodzi

Reżyseria: Romuald Drobaczyński

Redakcja tekstu:
- Janina Balkiewicz
- Krystyna Bilska

Operator dźwięku: Anatol Łapuchowski

Montaż dźwięku: Łucja Kryńska

Wystąpili:
- Andrzej Mrozek – Wilby Daniels
- Jerzy Bielenia – Wilson Daniels
- Barbara Horawianka – Freeda Daniels
- Alicja Wyszyńska – Franceska Andrassy
- Andrzej Herder – Buzz Miller
- Marian Nowicki – profesor Plumcutt
- Zbigniew Koczanowicz
- Stanisław Marian Kamiński
- Zbigniew Kryński
- Włodzimierz Kwaskowski
- Barbara Muszyńska
- Wojciech Pilarski
- Jerzy Tkaczyk
- Marian Wojtczak
- Antoni Żukowski
- Zygmunt Zintel

Źródło: